# Regionaldirektion Berlin-Brandenburg der Bundesagentur für Arbeit

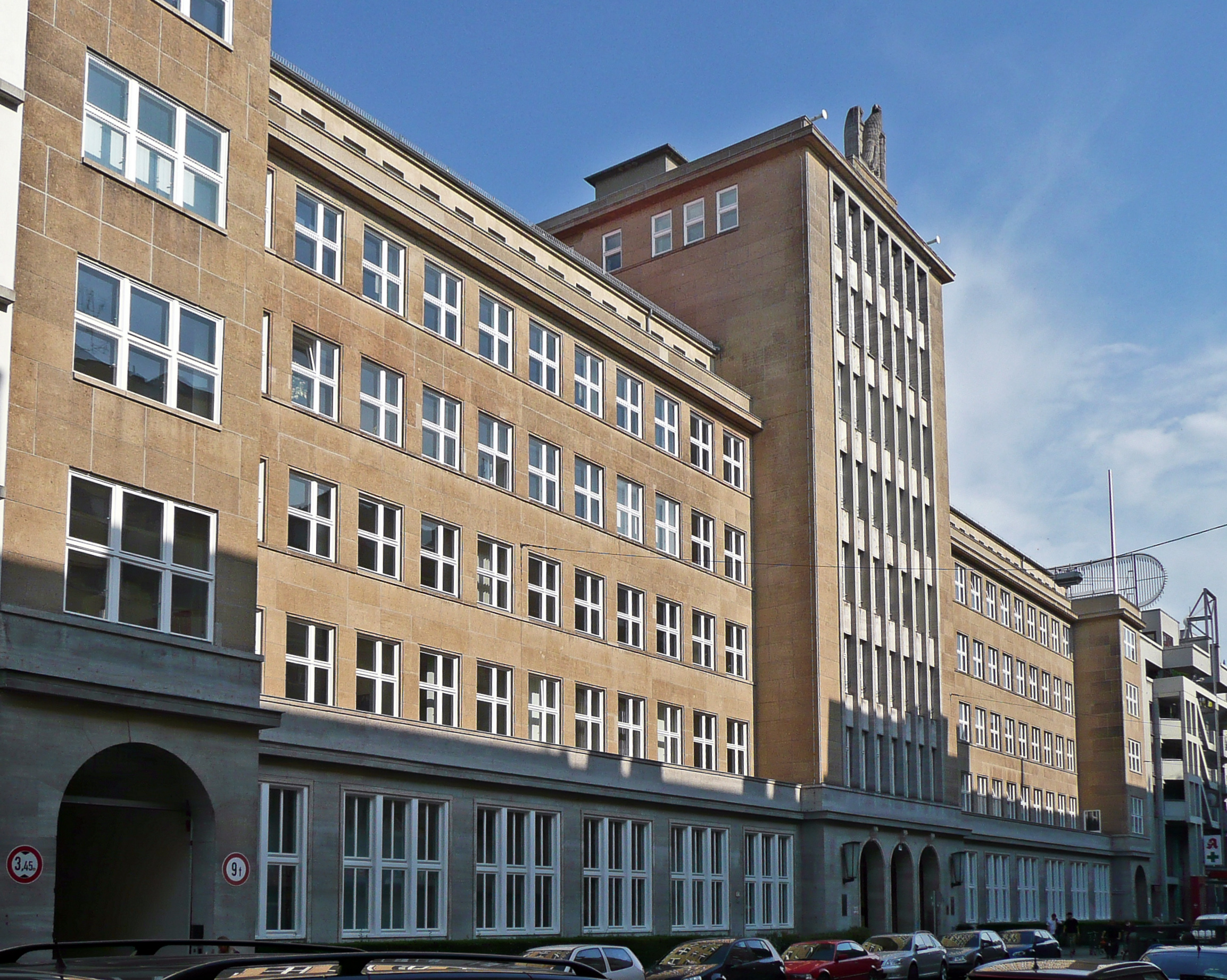
Gebäude der Regionaldirektion Berlin-Brandenburg, Hauptfassade zur Friedrichstraße

Die Regionaldirektion Berlin-Brandenburg der Bundesagentur für Arbeit (früher: Landesarbeitsamt Berlin-Brandenburg, davor: Landesarbeitsamt Berlin) ist eine von zehn Regionaldirektionen der Bundesagentur für Arbeit. Die Regionaldirektion führt in den Ländern Berlin und Brandenburg die Fachaufsicht über die lokalen Agenturen für Arbeit und hält den Kontakt zu den Landesregierungen in Berlin und in Potsdam. Der Hauptsitz der Regionaldirektion in der Friedrichstraße 34 im Ortsteil Kreuzberg befindet sich in einem von 1938 bis 1940 als Gauarbeitsamt für den Gau Mark Brandenburg errichteten Gebäude, das heute unter Denkmalschutz steht.

## Gebäude

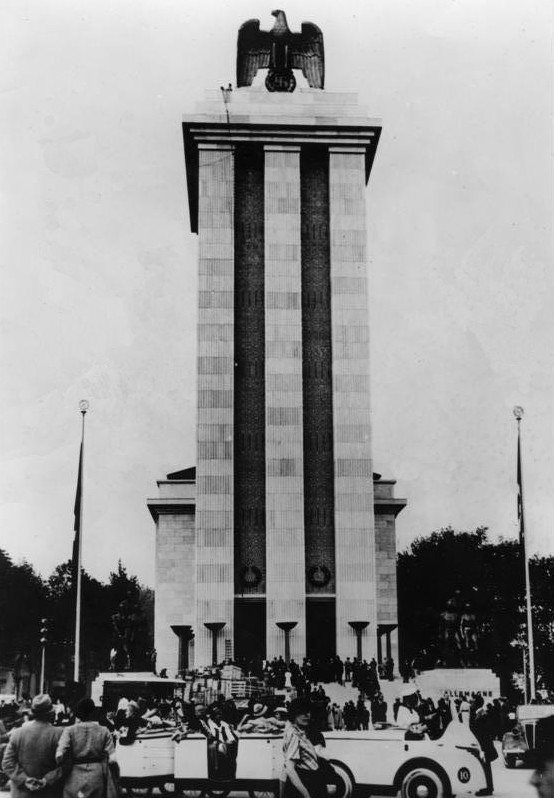
Deutscher Pavillon 1937, Vorbild für das Gauarbeitsamt

Der Berliner Architekt Hans Fritzsche erhielt 1938 vom Reichsarbeitsministerium den Auftrag, ein neues Dienstgebäude für das Gauarbeitsamt des Gaues Brandenburg zu entwerfen. Als Standort sollte ein Grundstück zwischen Friedrichstraße und Charlottenstraße in der südlichen Friedrichstadt dienen. Das Grundstück von ungefähr 70 m Breite und 110 m Tiefe sollte ursprünglich mit Geschäftshäusern bebaut werden und war für diesen Zweck freigeräumt worden.
Der mehrteilige Gebäudekomplex nach dem Entwurf von Hans Fritzsche und Friedrich Löhbach nahm die Traufhöhen und Gebäudefluchten der angrenzenden Gebäude in Friedrich- und Charlottenstraße auf. Innen ist das Gebäude in zwei Längsriegel gegliedert, die durch einen Querflügel verbunden sind. Dadurch entstehen zwei Innenhöfe. Das Gebäude wurde bis 1940 von Heilmann & Littmann in zwei Bauabschnitten erbaut. Der Flügel zur Friedrichstraße, der das Hauptportal birgt, gehörte zum zweiten Bauabschnitt und wurde 1940 fertiggestellt. Das Gauarbeitsamt ist nach Einschätzung von Matthias Donath ein „typisches Beispiel für den monumentalen Baustil, der nach 1933 für offizielle Verwaltungsgebäude bevorzugt wurde“.
Die Fassaden des sechsgeschossigen Gebäudes sind glatt und ornamentfrei, die Fenster gleichmäßig aufgereiht. Die Hauptfassade zur Friedrichstraße ist streng symmetrisch aufgebaut, das Eingangsportal wird durch einen kubischen Mittelrisalit betont, der die Bebauung überragt. Auf dem Mittelrisalit thront noch heute ein Reichsadler. Vorbild für diese Gestaltung war der Eingangspylon des von Albert Speer gestalteten deutschen Pavillons auf der Weltausstellung 1937. Die Fassade ist mit Werkstein gestaltet, im Erdgeschoss aus Muschelkalk und darüber aus Tuffstein.

## Nutzung
Das Gauarbeitsamt war nie als solches in Betrieb, sondern wurde 1940 Fritz Todt zur Verfügung gestellt, der als Generalinspektor für das deutsche Straßenwesen nun auch das Amt als Minister für Munition und Bewaffnung antrat. So erhielt die Organisation Todt das Gebäude und nutzte es bis 1945.
Nach Kriegsende zog das Landesarbeitsamt Berlin ein, heute Regionaldirektion Berlin-Brandenburg der Bundesagentur für Arbeit.